# Зле паре
Зле паре је југословенски филм први пут приказан 16. јула 1956. године. Режирао га је Велимир Стојановић а сценарио је написао Ратко Ђуровић.

## Радња
Радња филма је инспирисана стварним догађајима у Црној Гори непосредно пред и на почетку 2 светског рата.
Протагонисти су мештани црногорског села који случајно открију залихе злата које је краљевска влада закопала како би га сачувала у случају инвазије.
Они то злато краду како би њиме саградили раскошне куће, али и како оне буду уништене када након рата Црну Гору окупирају Италијани.

## Улоге
| Глумац            | Улога                |
| ----------------- | -------------------- |
| Дубравка Гал      | Дејзи                |
| Антун Налис       | Конте                |
| Љуба Тадић        | Никола               |
| Васо Перишић      | Кец                  |
| Петар Вујовић     | Јокас                |
| Петар Спајић Суљо | Стриц                |
| Никола Вујановић  | Жандармеријски мајор |
| Василије Чучкин   | Агент                |
| Бошко Влајић      | Срески начелник      |
| Ђокица Милаковић  | Кум                  |
| Јован Гец         | Капетан Митар        |
| Вељко Мандић      | Синовац              |
| Карло Булић       | Цивилни комесар      |
| Божидар Дрнић     | Министар             |

Остале улоге  ▼
| Глумац               | Улога              |
| -------------------- | ------------------ |
| Милош Јекнић         | Ађутант            |
| Јожа Рутић           | Командант места    |
| Стјепан Писек        | Професор           |
| Марко Тодоровић      | Студент            |
| Душан Крцун Ђорђевић | Серђенте           |
| Душан Поповић        | Потпуковник        |
| Јовиша Војиновић     | Кафеџија           |
| Дара Милошевић       | (као Д. Милошевић) |
| Зоран Панић          | (као З. Панић)     |
| Милорад Миша Волић   | (као М. Волић)     |

Комплетна филмска екипа  ▼
| Редитељ                   | Велимир Стојановић  |                                   |
| Сценариста                | Ратко Ђуровић       |                                   |
| Композитор                | Бојан Адамич        |                                   |
| Директор фотографије      | Хрвоје Сарић        |                                   |
| Mонтажер                  | Катарина Стојановић | (као Катарина Драшкић—Стојановић) |
| Сценограф                 | Драгољуб Лазаревић  |                                   |
| Декоратер сцене           | Вукашин Младеновић  | (као Вуле Младеновић)             |
| Костимограф               | Славко Јамбрежић    |                                   |
| Одсек за шминку           | Карло Булић         | шминкер                           |
| Одсек за шминку           | Марија Кордић       | шминкерка                         |
| Одсек за шминку           | Сава Кошничаревић   | шминкер                           |
| Менаџер продукције        | Андро Николић       | вођа снимања                      |
| Менаџер продукције        | Алексије Обрадовић  | лајн менаџер                      |
| Менаџер продукције        | Дудо Спилар         | директор филма                    |
| Менаџер продукције        | Милан Жмукић        | организатор (као М. Змукић)       |
| Помоћник режије           | Жарко Павловић      | помоћник редитеља                 |
| Помоћник режије           | Мате Реља           | помоћник редитеља                 |
| Помоћник режије           | Бранко Савић        | помоћник редитеља                 |
| Уметнички одсек           | М. Чекић            | сценски реквизитер                |
| Уметнички одсек           | Јован Радић         | асистент сценографа               |
| Одсек за звук             | Душан Алексић       | тон мајстор                       |
| Специјални ефекти         | Зоран Ђорђевић      | пиротехничар (као З. Ђорђевић)    |
| Одсек за камеру и расвету | Милан Милијановић   | пратилац камере                   |
| Одсек за камеру и расвету | Миодраг Томовић     | вођа расвете                      |
| Одсек за камеру и расвету | Витомир Величковић  | пратилац камере                   |
| Одсек за костим           | Даринка Микљановић  | гардеробер (као Д. Микљановић)    |
| Одсек за монтажу          | Катица Бањанин      | асистент монтажера                |
| Одсек за монтажу          | Жика Ђокиц          | лаб цонсултант (као З. Ђокић)     |
| Музички одсек             | Петар Радосављевић  | музички уредник                   |
| Остала екипа              | Катица Бањанин      | секретар режије                   |